# Round robin
Round robin er en konkurrenceform, hvor alle deltagere møder alle andre deltagere i interne kampe i en turnering.
Turneringformen forekommer både i holdidrætter/spil og i individuelle turneringer og anses for den mest retfærdige turneringform.
Dersom alle holdene møder hinanden to gange (for eksepel på hjemmebane og udebane), kaldes turneringformen for dobbelt round robin. Denne turneringform er normal i holdidrætter, hvor der er oprettet ligaer (divisioner).